# Ontario, California
Ontario este un oraș situat la est de Los Angeles în comitatul Bernardino County, statul California, SUA. Orașul ocupă suprafața de 129,1 km², el avea în anul 2004, 170.057 loc. fiind supranumit Poarta Californiei de Sud ("Gateway to Southern California").

## Clima
| Date climatice pentru Ontario, California | Date climatice pentru Ontario, California | Date climatice pentru Ontario, California | Date climatice pentru Ontario, California | Date climatice pentru Ontario, California | Date climatice pentru Ontario, California | Date climatice pentru Ontario, California | Date climatice pentru Ontario, California | Date climatice pentru Ontario, California | Date climatice pentru Ontario, California | Date climatice pentru Ontario, California | Date climatice pentru Ontario, California | Date climatice pentru Ontario, California | Date climatice pentru Ontario, California |
| Luna                                      | Ian                                       | Feb                                       | Mar                                       | Apr                                       | Mai                                       | Iun                                       | Iul                                       | Aug                                       | Sep                                       | Oct                                       | Nov                                       | Dec                                       | Anual                                     |
| ----------------------------------------- | ----------------------------------------- | ----------------------------------------- | ----------------------------------------- | ----------------------------------------- | ----------------------------------------- | ----------------------------------------- | ----------------------------------------- | ----------------------------------------- | ----------------------------------------- | ----------------------------------------- | ----------------------------------------- | ----------------------------------------- | ----------------------------------------- |
| Maxima istorică °F (°C)                   | 93 (34)                                   | 92 (33)                                   | 97 (36)                                   | 102 (39)                                  |                                           | 111 (44)                                  | 114 (46)                                  | 111 (44)                                  | 117 (47)                                  | 108 (42)                                  | 96 (36)                                   | 93 (34)                                   | 117 (47)                                  |
| Maxima medie °F (°C)                      | 68 (20)                                   | 70 (21)                                   | 71 (22)                                   | 76 (24)                                   |                                           | 88 (31)                                   | 95 (35)                                   | 95 (35)                                   | 91 (33)                                   | 83 (28)                                   | 74 (23)                                   | 69 (21)                                   |                                           |
| Minima medie °F (°C)                      | 45 (7)                                    | 47 (8)                                    | 47 (8)                                    | 49 (9)                                    |                                           | 58 (14)                                   | 62 (17)                                   | 63 (17)                                   | 62 (17)                                   | 56 (13)                                   | 49 (9)                                    | 44 (7)                                    |                                           |
| Minima istorică °F (°C)                   | 22 (−6)                                   | 28 (−2)                                   | 30 (−1)                                   | 30 (−1)                                   |                                           | 42 (6)                                    | 48 (9)                                    | 48 (9)                                    | 44 (7)                                    | 33 (1)                                    | 30 (−1)                                   | 23 (−5)                                   | 22 (−6)                                   |
| Precipitații inches (mm)                  | 3.11 (79)                                 | 4.26 (108.2)                              | 2.63 (66.8)                               | 1.20 (30.5)                               |                                           | .09 (2.3)                                 | .00 (0)                                   | .03 (0.8)                                 | .15 (3.8)                                 | 1.05 (26.7)                               | 1.62 (41.1)                               | 2.45 (62.2)                               | 16,82 (427,2)                             |
| Sursă:                                    |                                           |                                           |                                           |                                           |                                           |                                           |                                           |                                           |                                           |                                           |                                           |                                           |                                           |

## Personalități marcante
- Joseph Wambaugh, scriitor
- Harold Smith (1909 - 1958), sportiv la sărituri în apă;
- Robert Graettinger, compozitor (d.† 1957)
- Landon Donovan (n. 1982), fotbalist american.